# Saratoga (California)
Saratoga, fundada en 1906, es una ciudad ubicada en el condado de Santa Clara en el estado estadounidense de California. En el año 2000 tenía una población de 30,318 habitantes y una densidad poblacional de 951.9 personas por km².

## Geografía
Según la Oficina del Censo, la ciudad tiene un área total de 31,4 km² (12,1 mi²), de la cual 31,4 km² (12,1 mi²) es tierra y 0 km² (0 mi²) (0%) es agua.

## Demografía
Según la Oficina del Censo en 2007 los ingresos medios por hogar en la localidad eran de $137,270, y los ingresos medios por familia eran $159,765. Los hombres tenían unos ingresos medios de $75,000 frente a los $66,240 para las mujeres. La renta per cápita para la localidad era de $65,400. Alrededor del 2.8% de la población estaban por debajo del umbral de pobreza.

## Historia
La colonización europea a la actual Saratoga se produjo en 1848, cuando William Campbell (padre de Benjamin Campbell, el fundador de la cercana Campbell, California), construyó un aserradero cerca a 2.5 millas (4.0 km) al sureste del centro de la ciudad actual. Un mapa de comienzos tomó nota de la zona como Gap Campbell. En 1851 Martin McCarthy, que había arrendado el molino, construyó una autopista de peaje hasta el Valle de Santa Clara, y fundó lo que hoy es Saratoga como McCarthysville. El peaje se encuentra en la intersección actual de la Cuenca del Gran Vía y la tercera St., dando a la ciudad su primer nombre utilizado: Toll Gate. En 1867 la ciudad recibió una oficina de correos con el nombre de McCarthysville. 
La industria de pronto se levantó y en su cima la ciudad tenía una fábrica de muebles, un molino y una fábrica de papel. Para conmemorar esta productividad recién descubierta de la ciudad pasó a llamarse de nuevo en 1863 como Banc Mills. En la década de 1850 Jud Caldwell descubrió manantiales cuyo agua tiene un contenido mineral similar al de Saratoga Springs, Nueva York. En 1865 la ciudad recibió su nombre definitivo, Saratoga, como la ciudad de Nueva York. Al mismo tiempo, un complejo hotelero llamado Congress Palace se construyó en los manantiales, el nombre del famoso complejo del Palacio de Congresos en Saratoga Springs, Nueva York. Congreso de California Hall atraído a turistas a la zona hasta que se quemó en 1903.

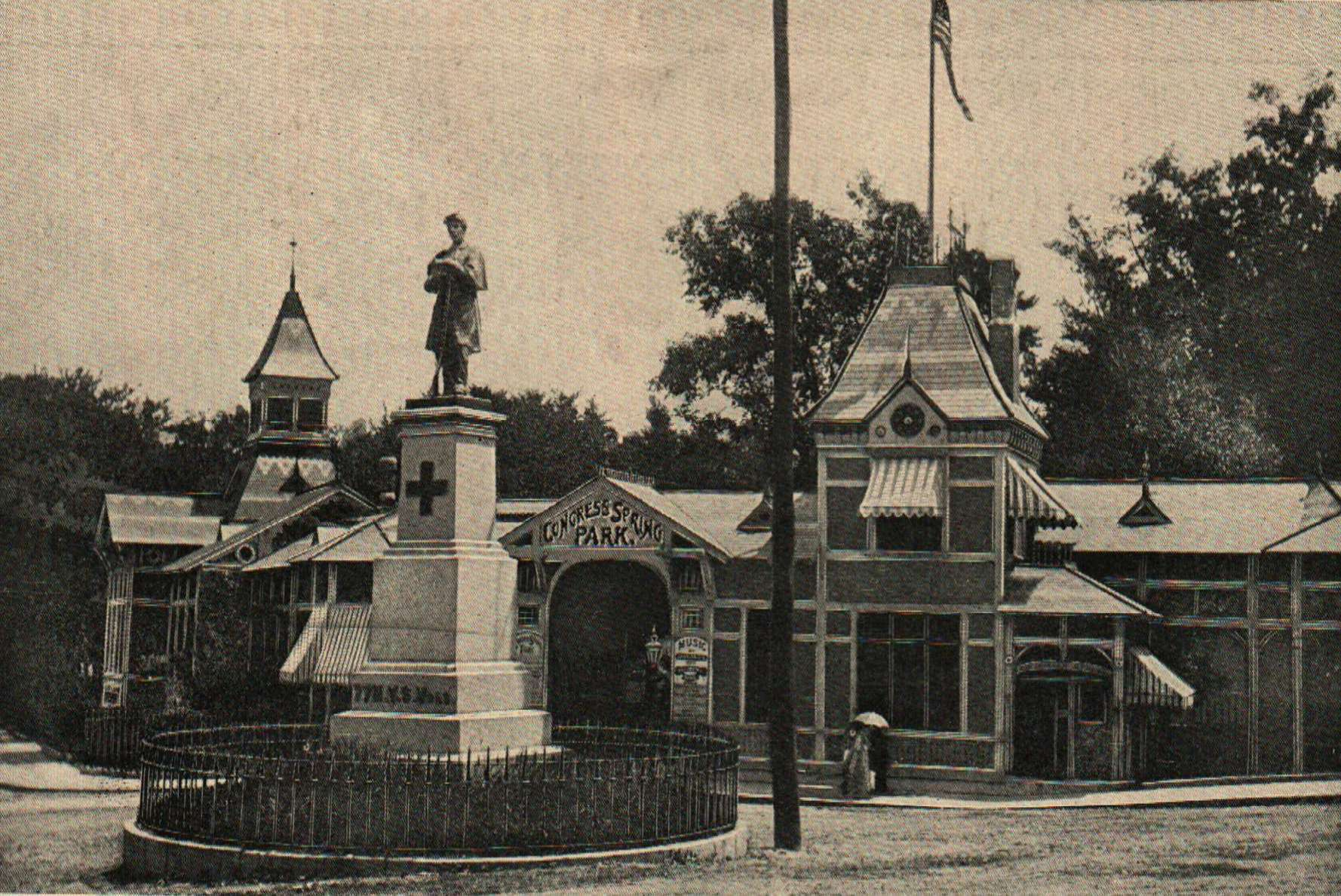
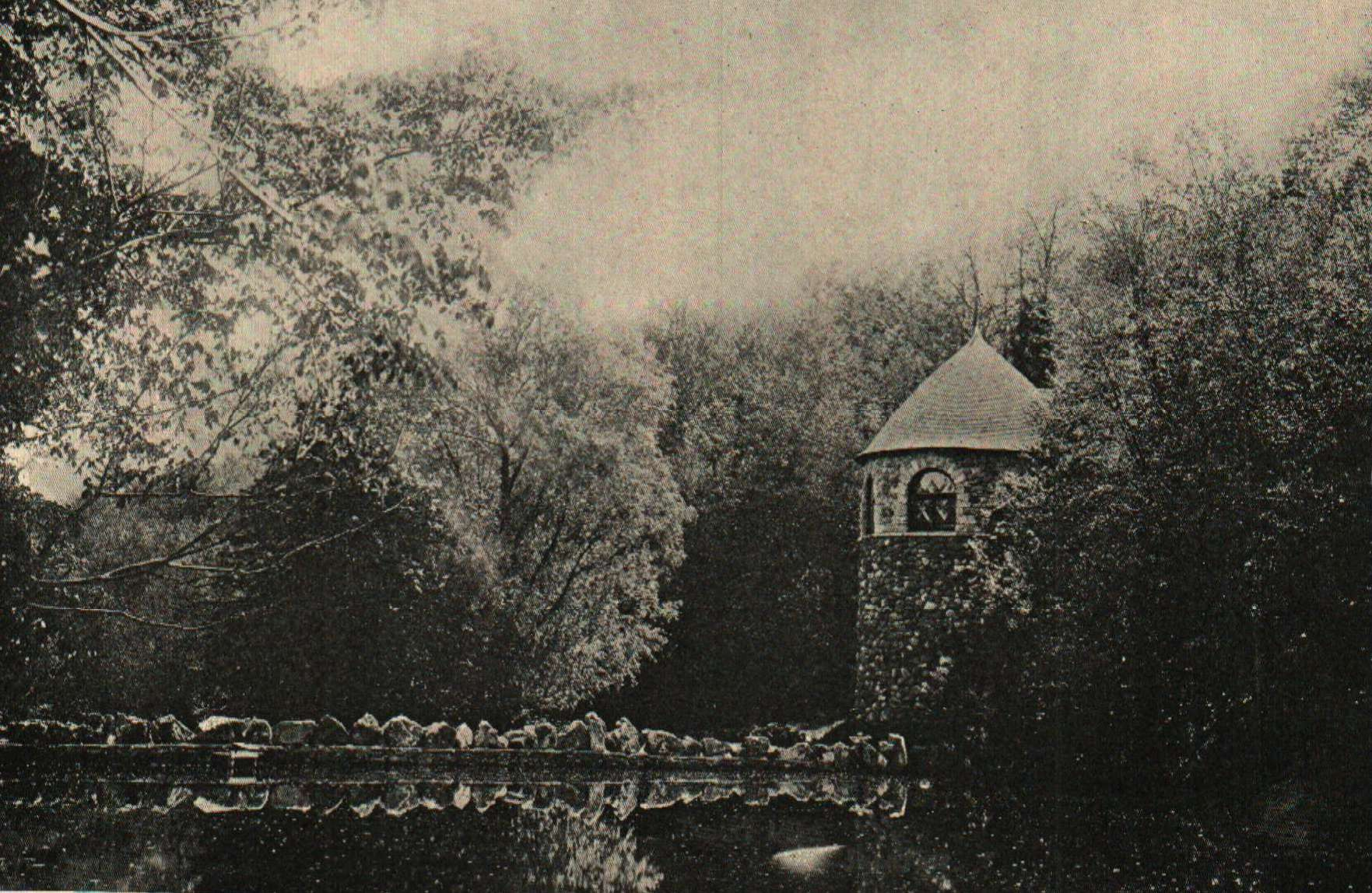
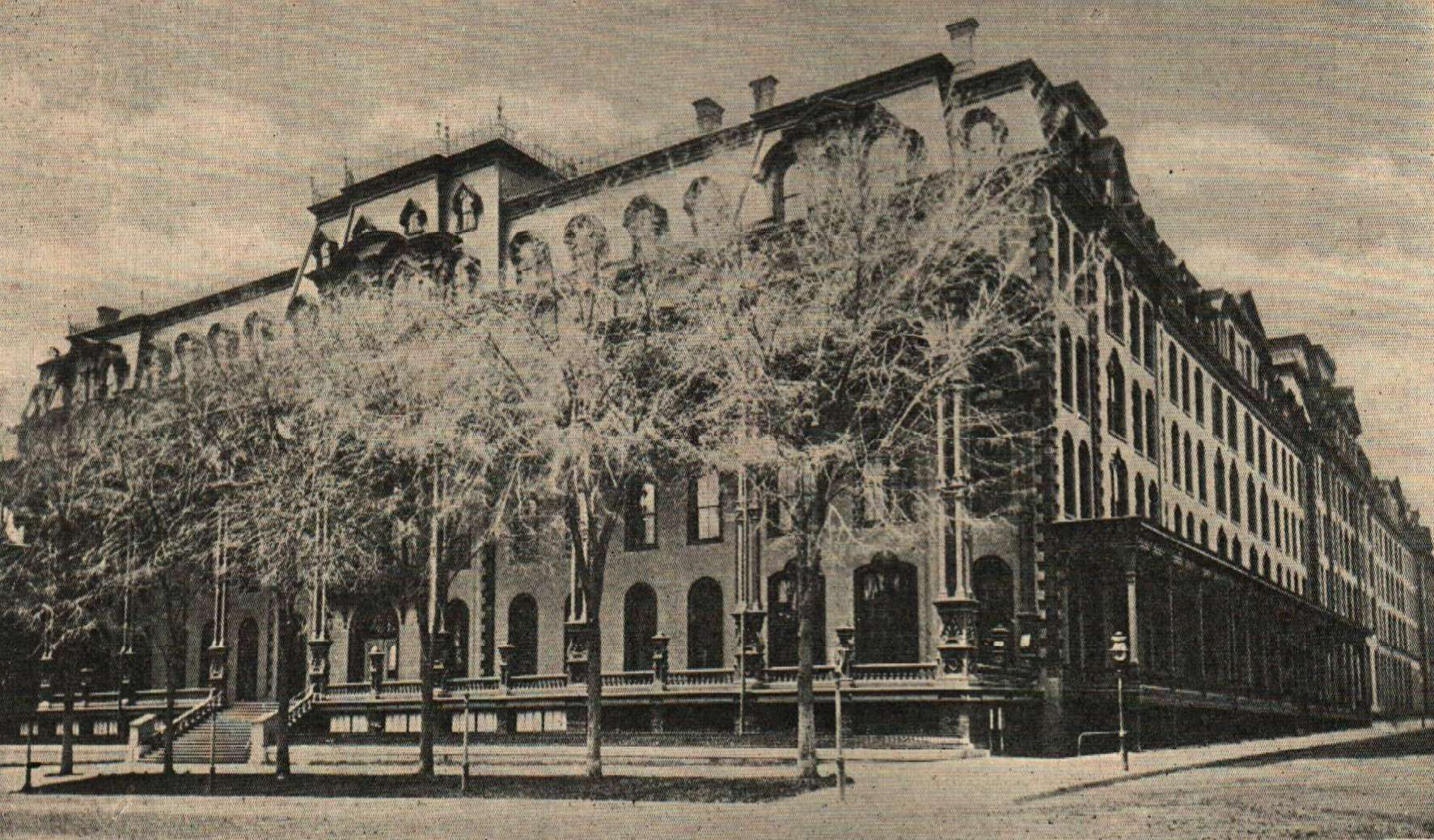
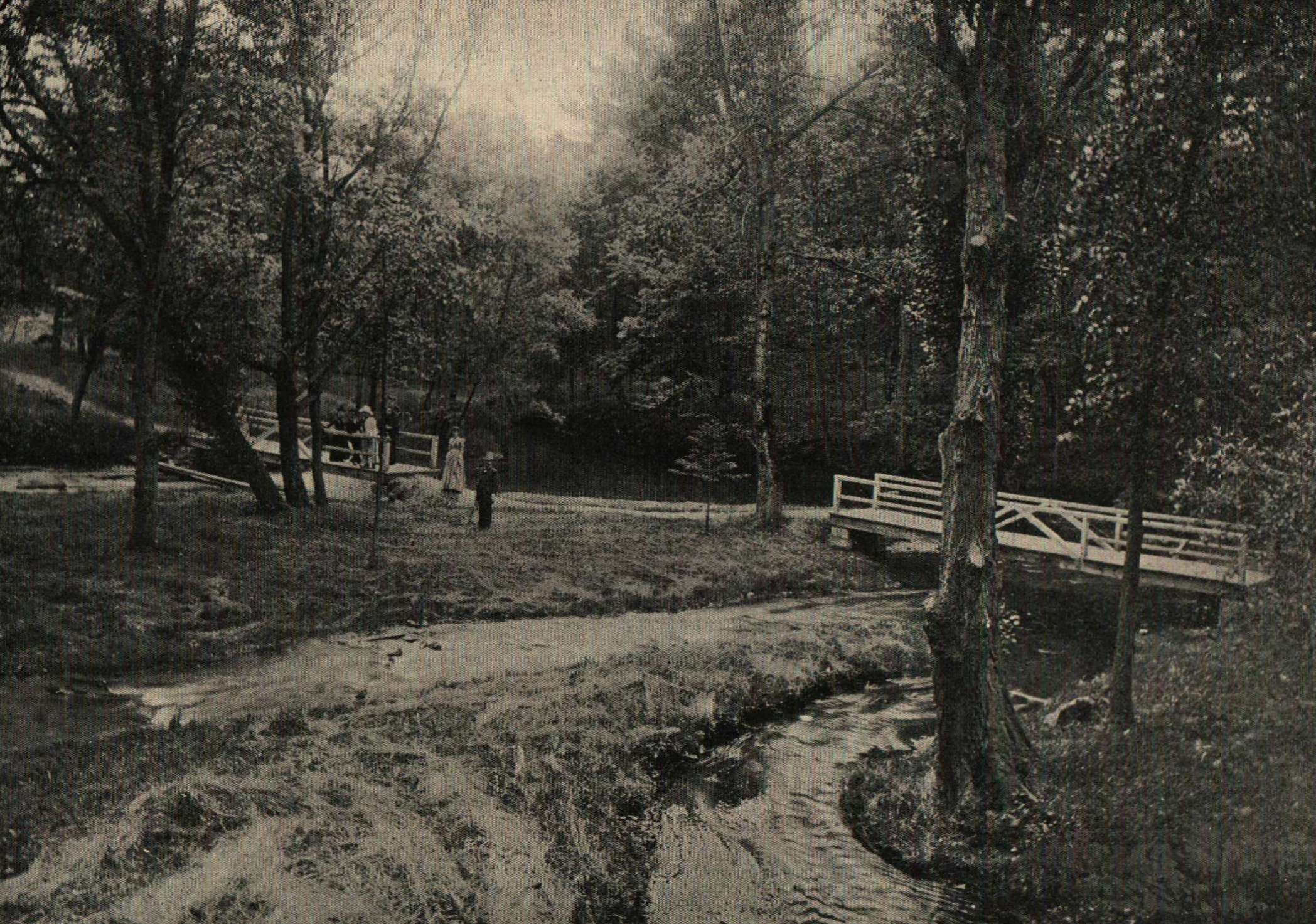
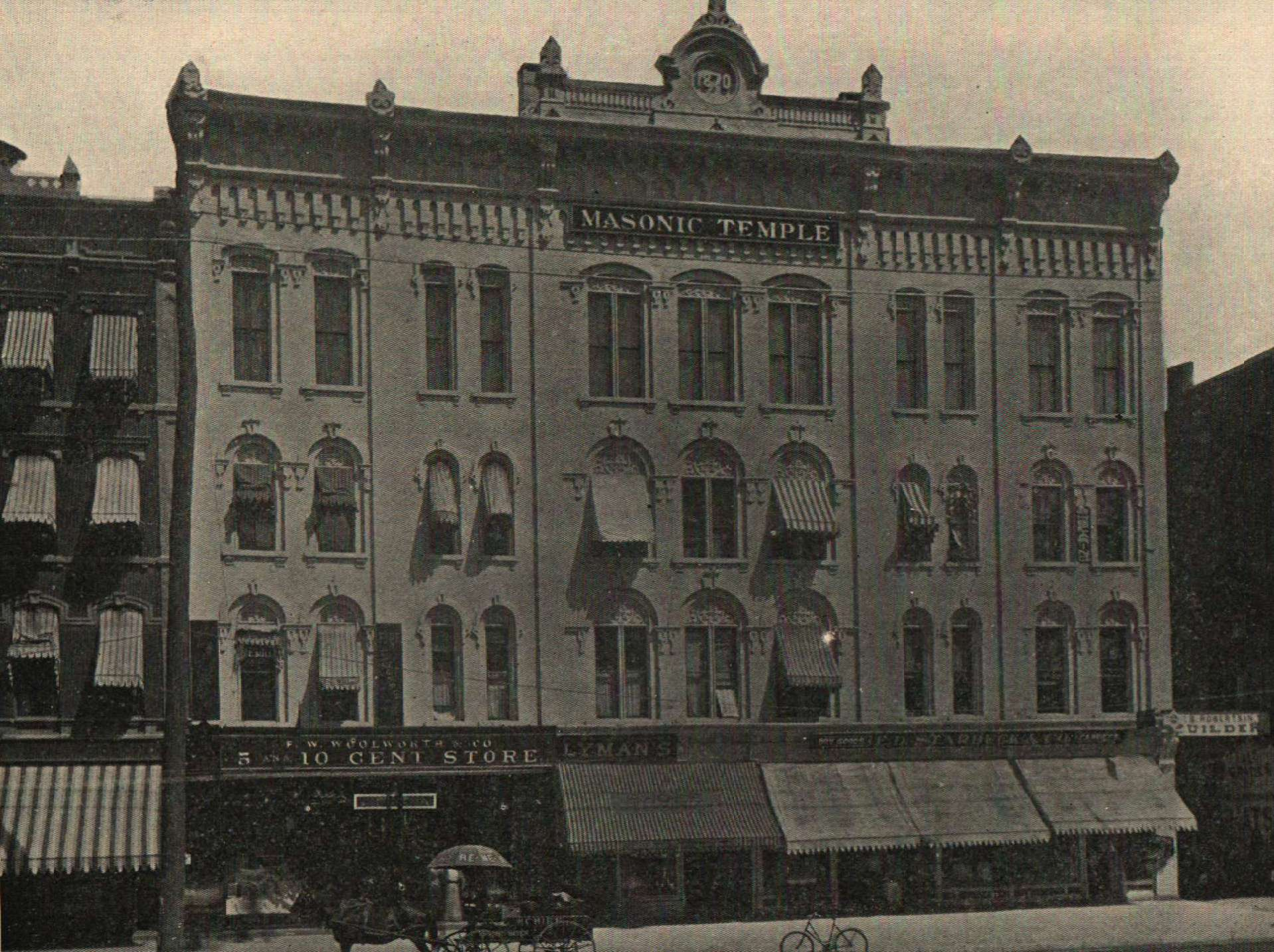
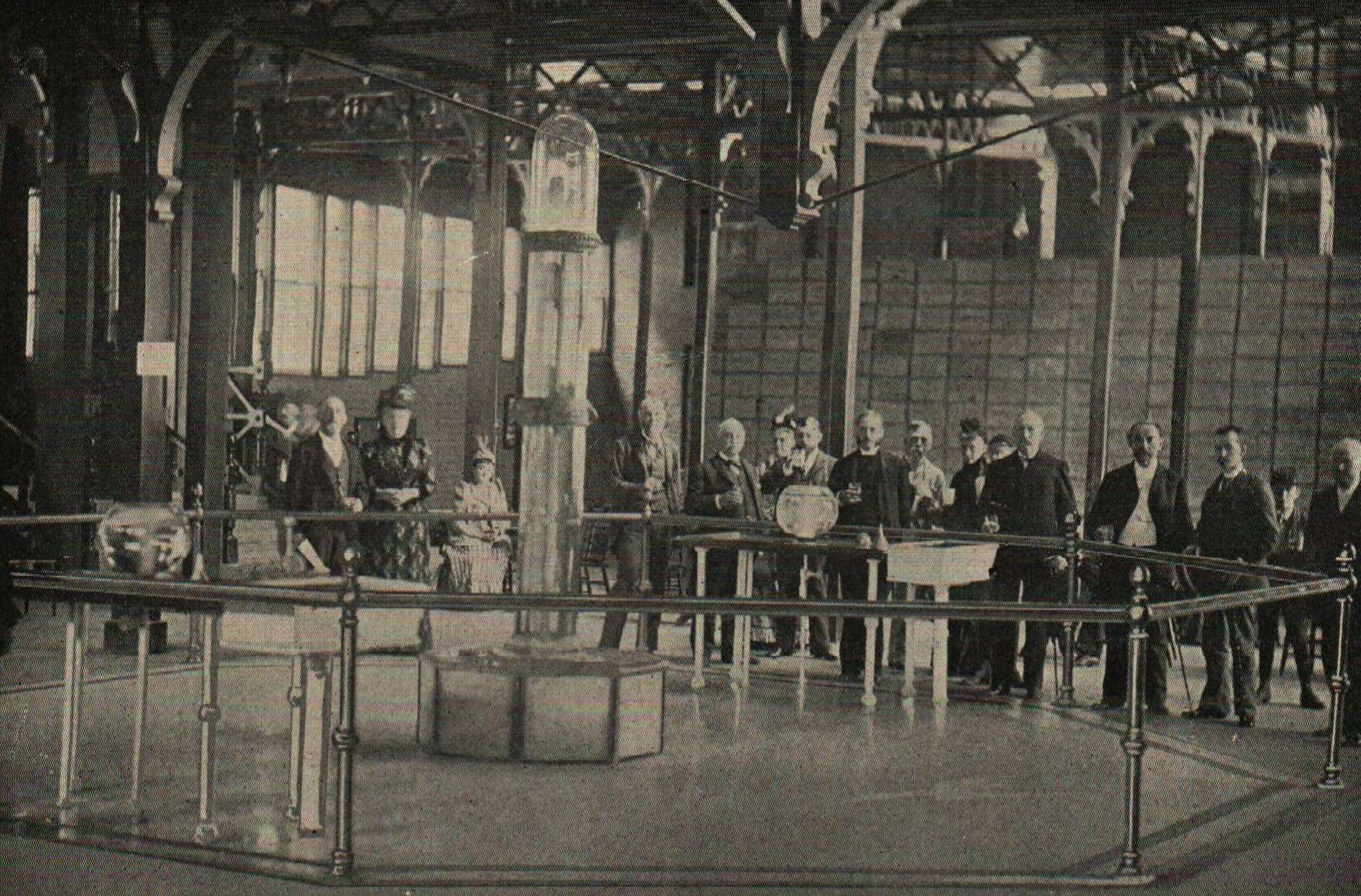
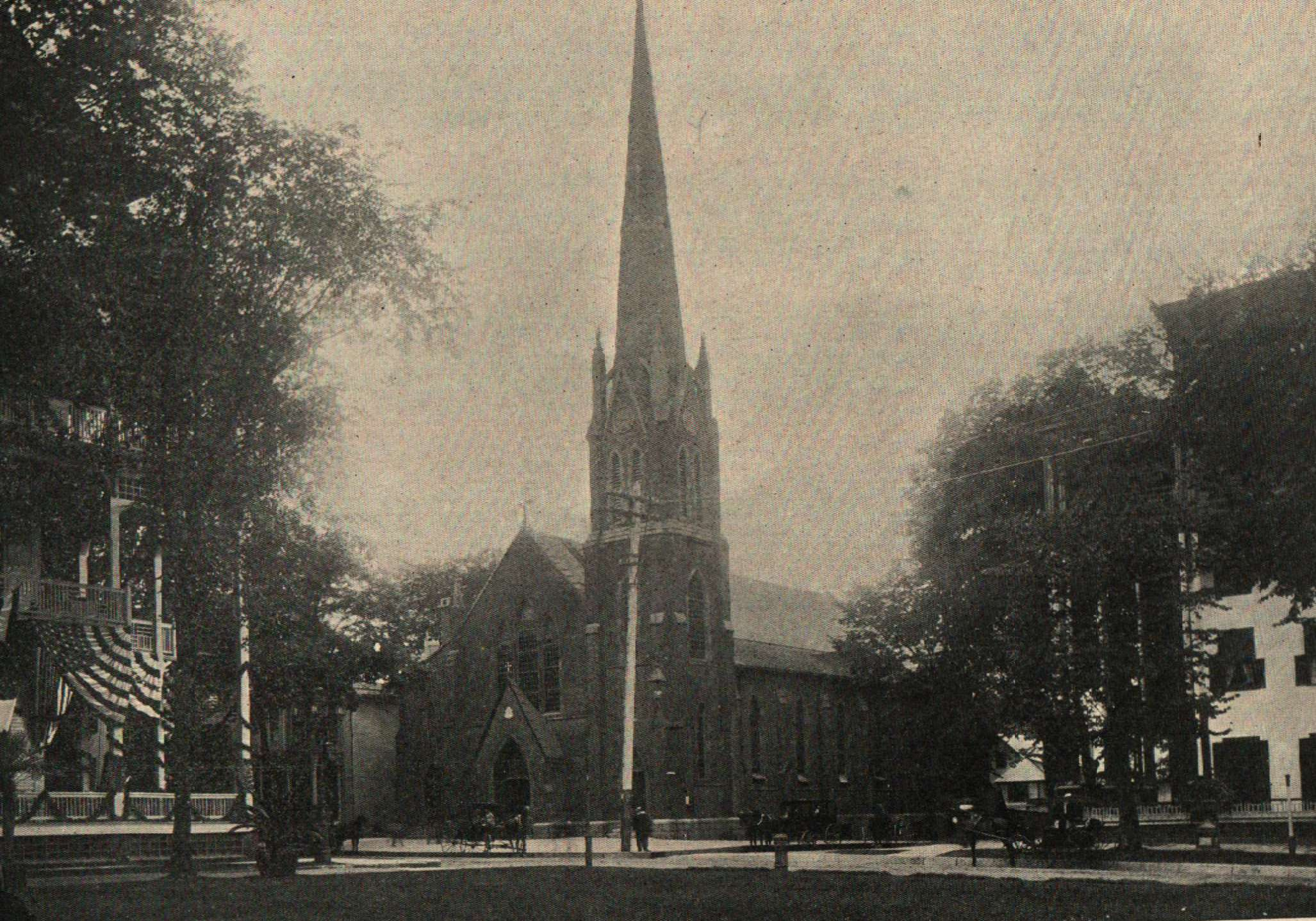
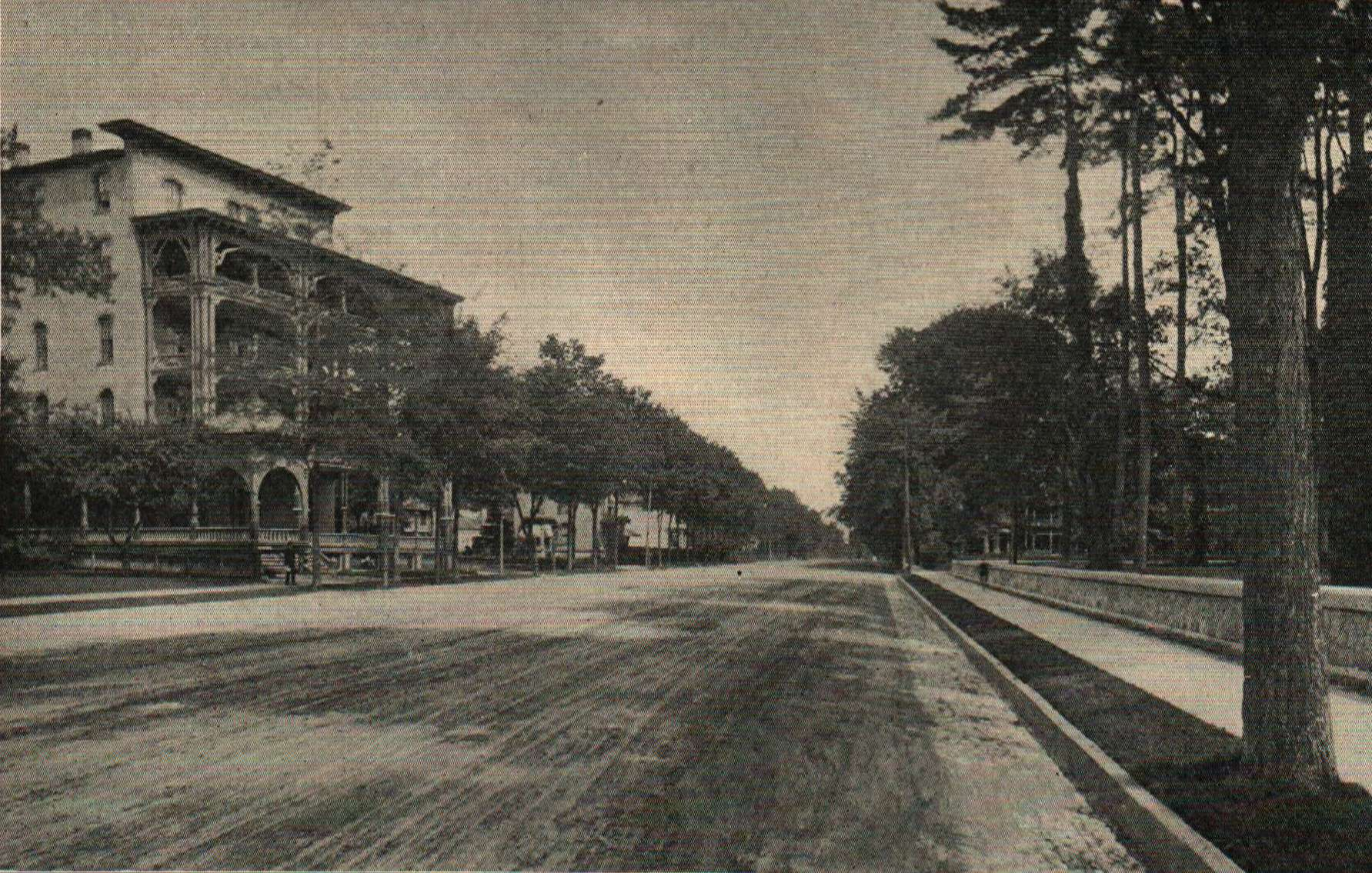
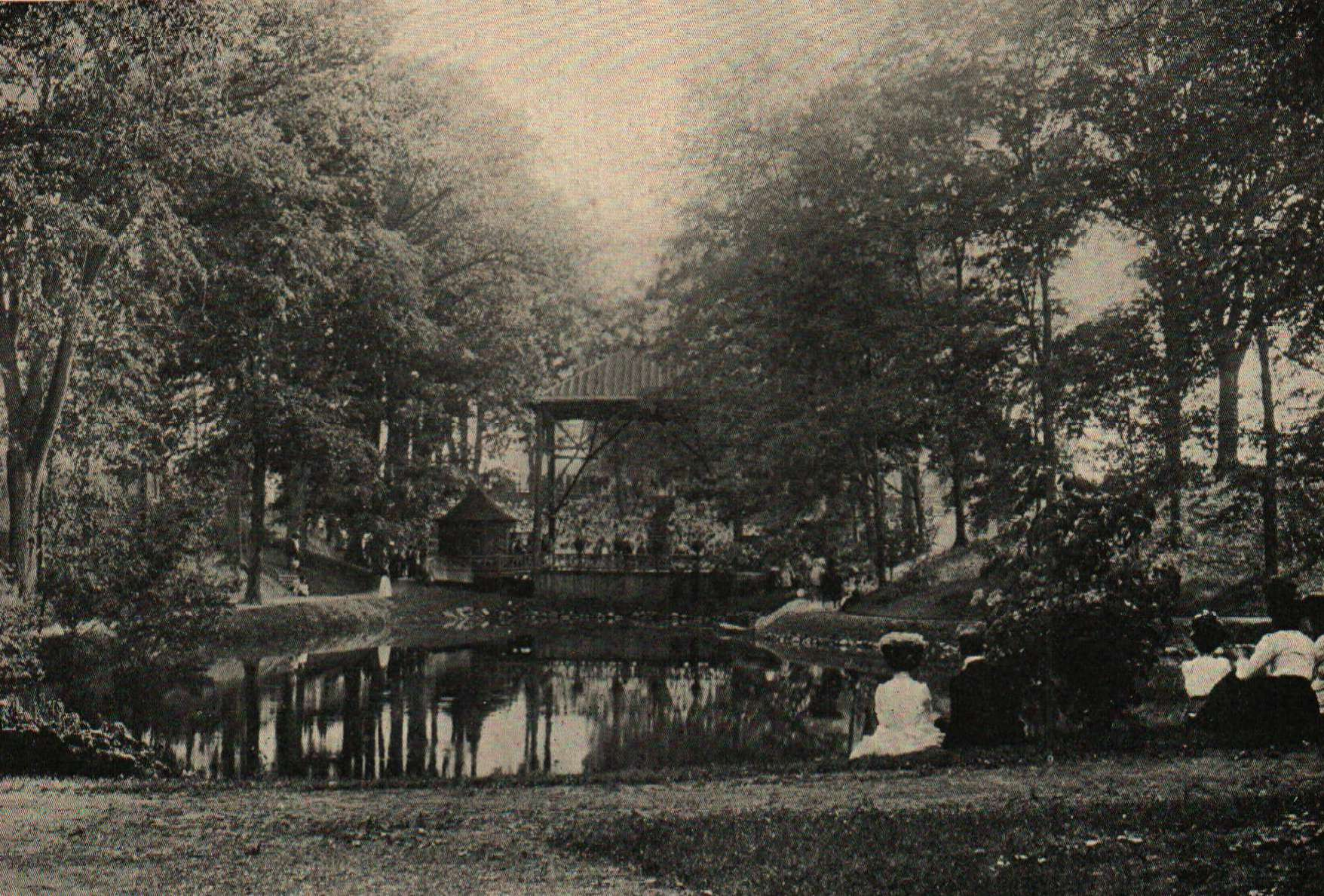
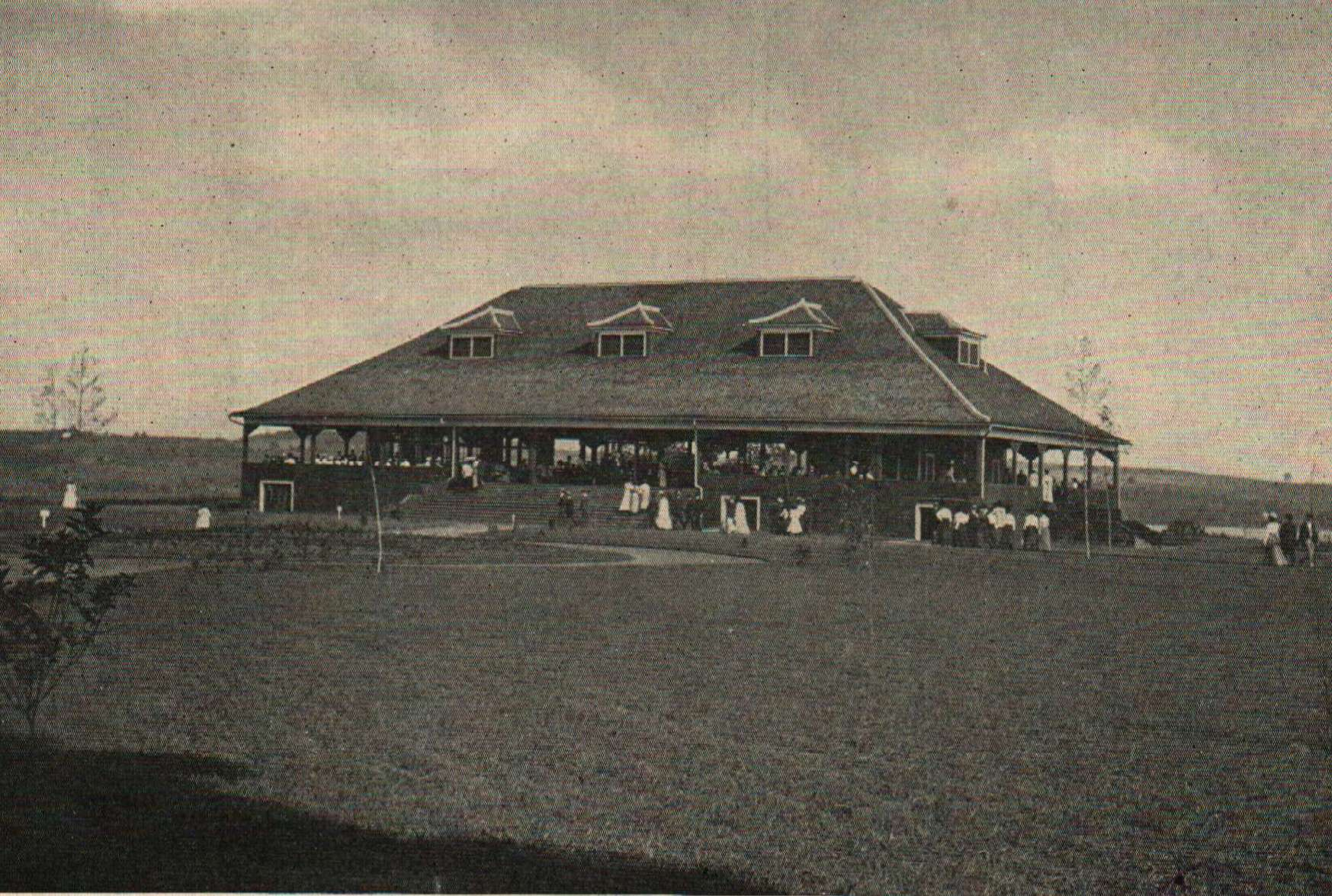
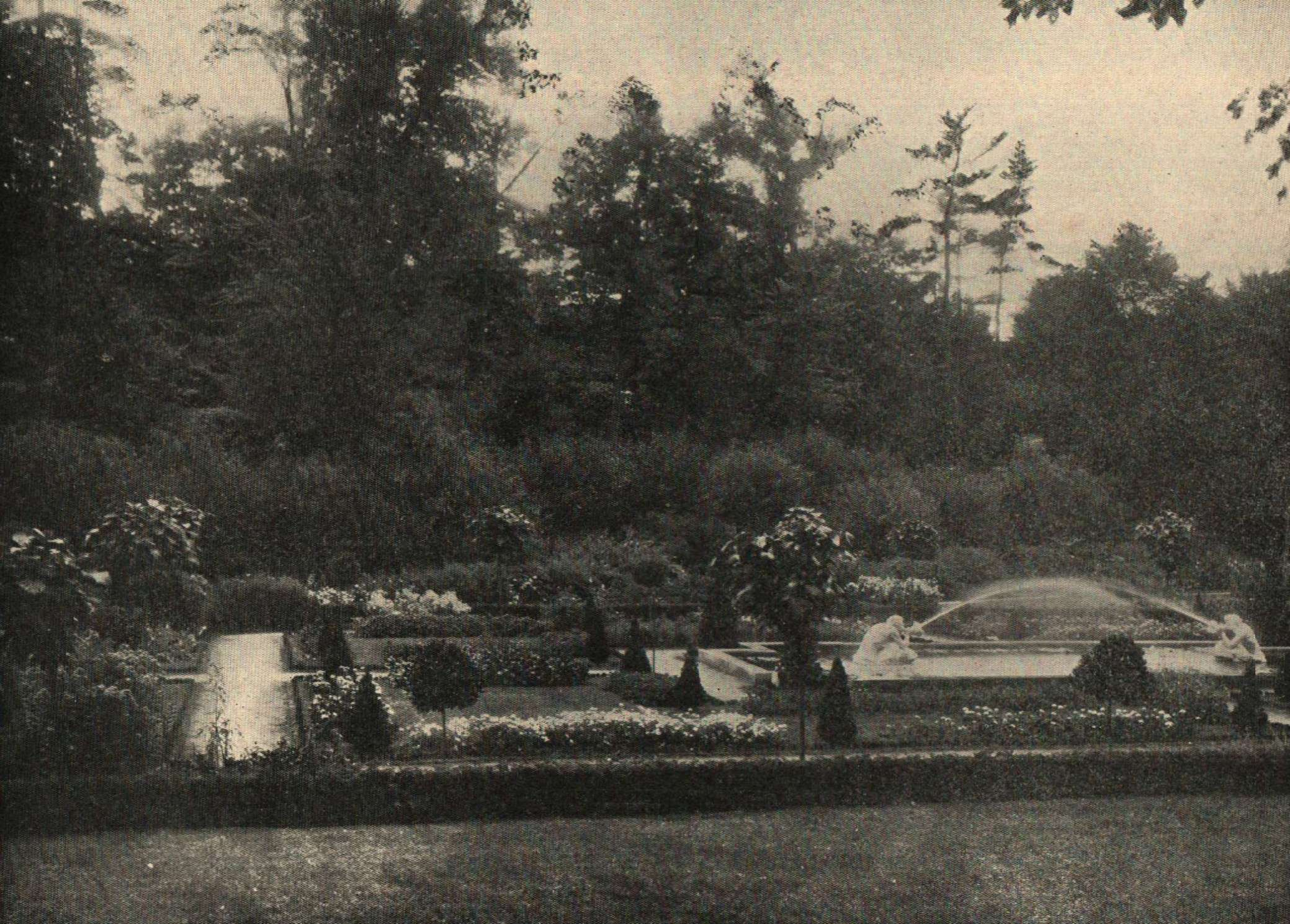
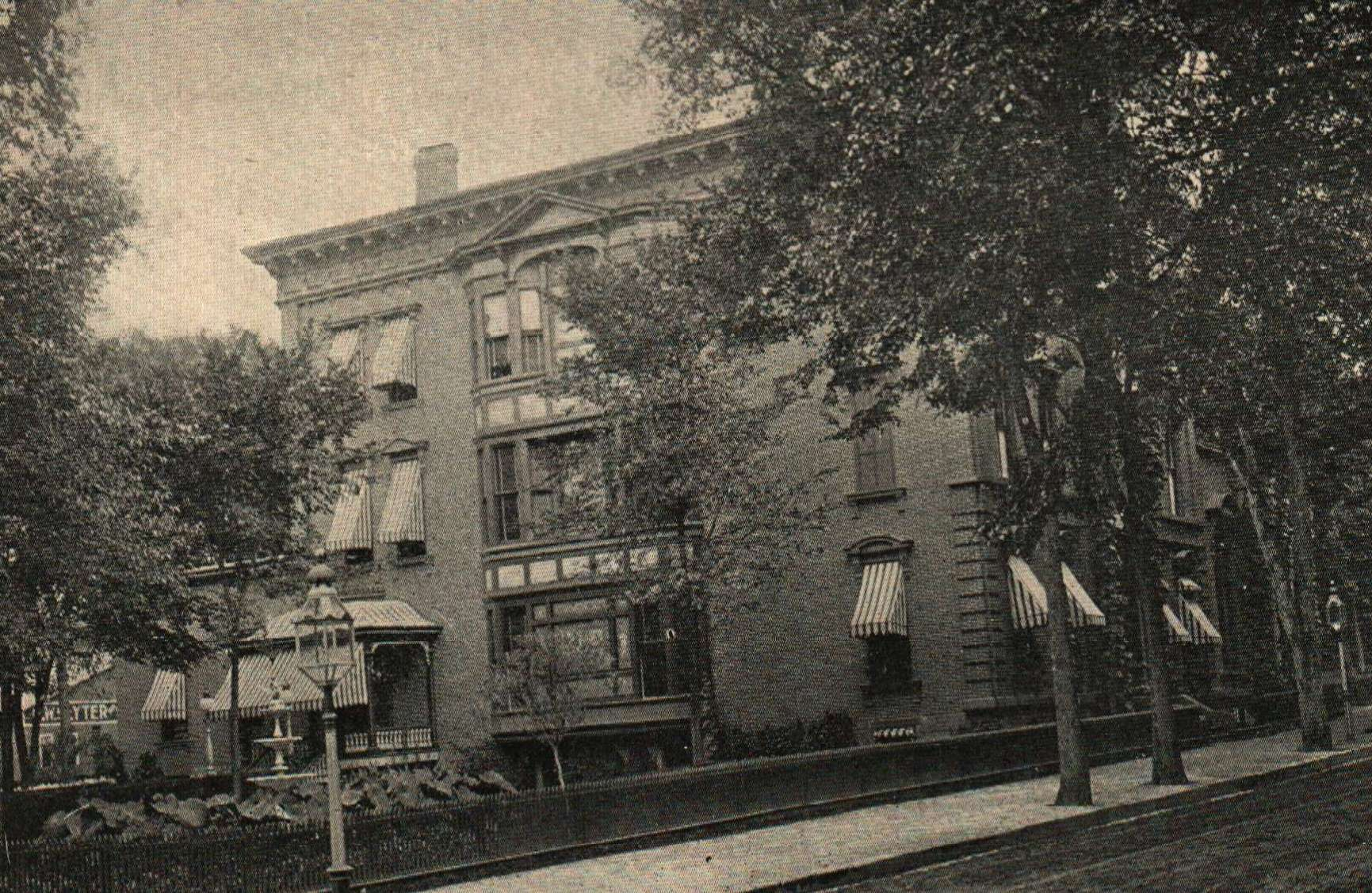
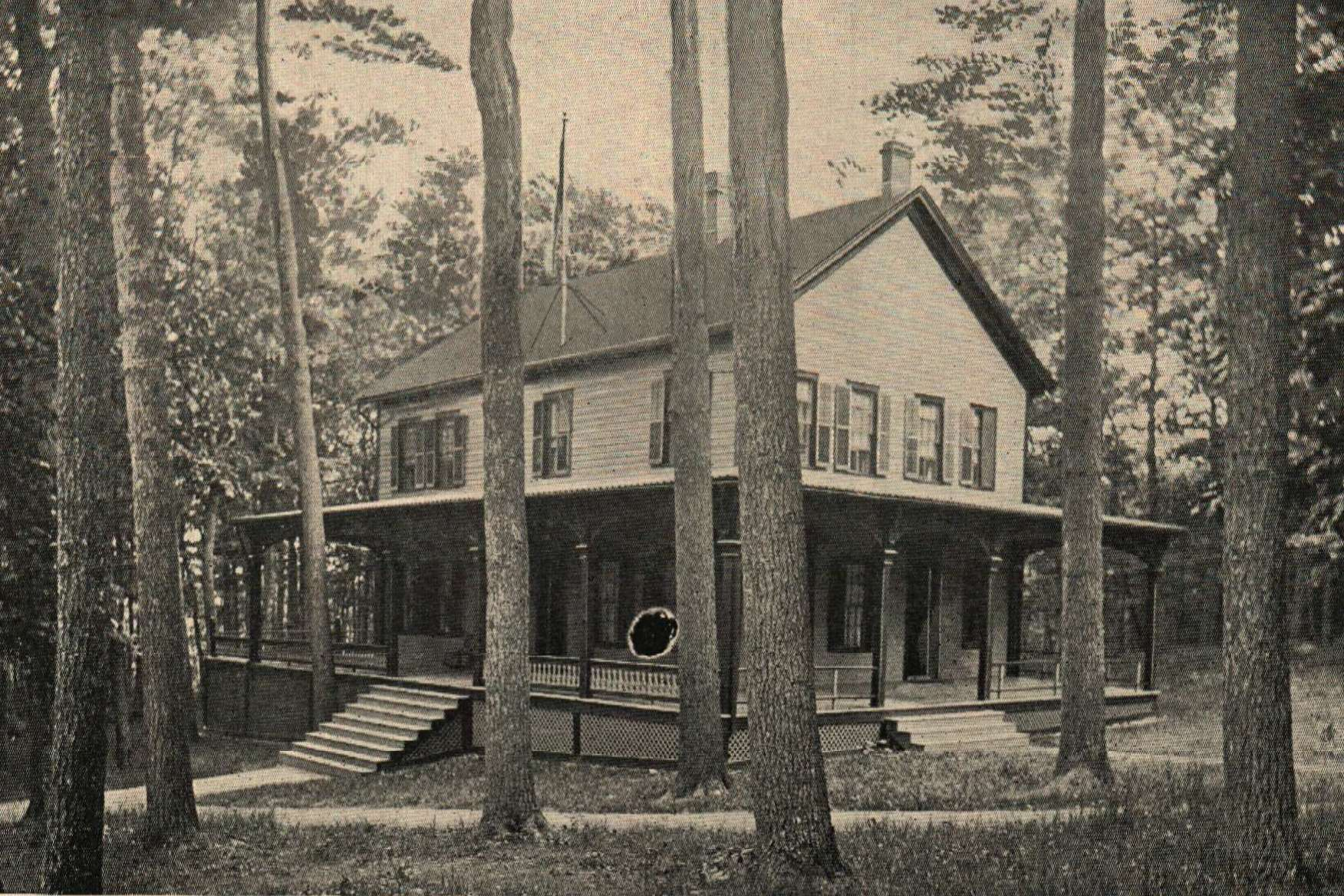
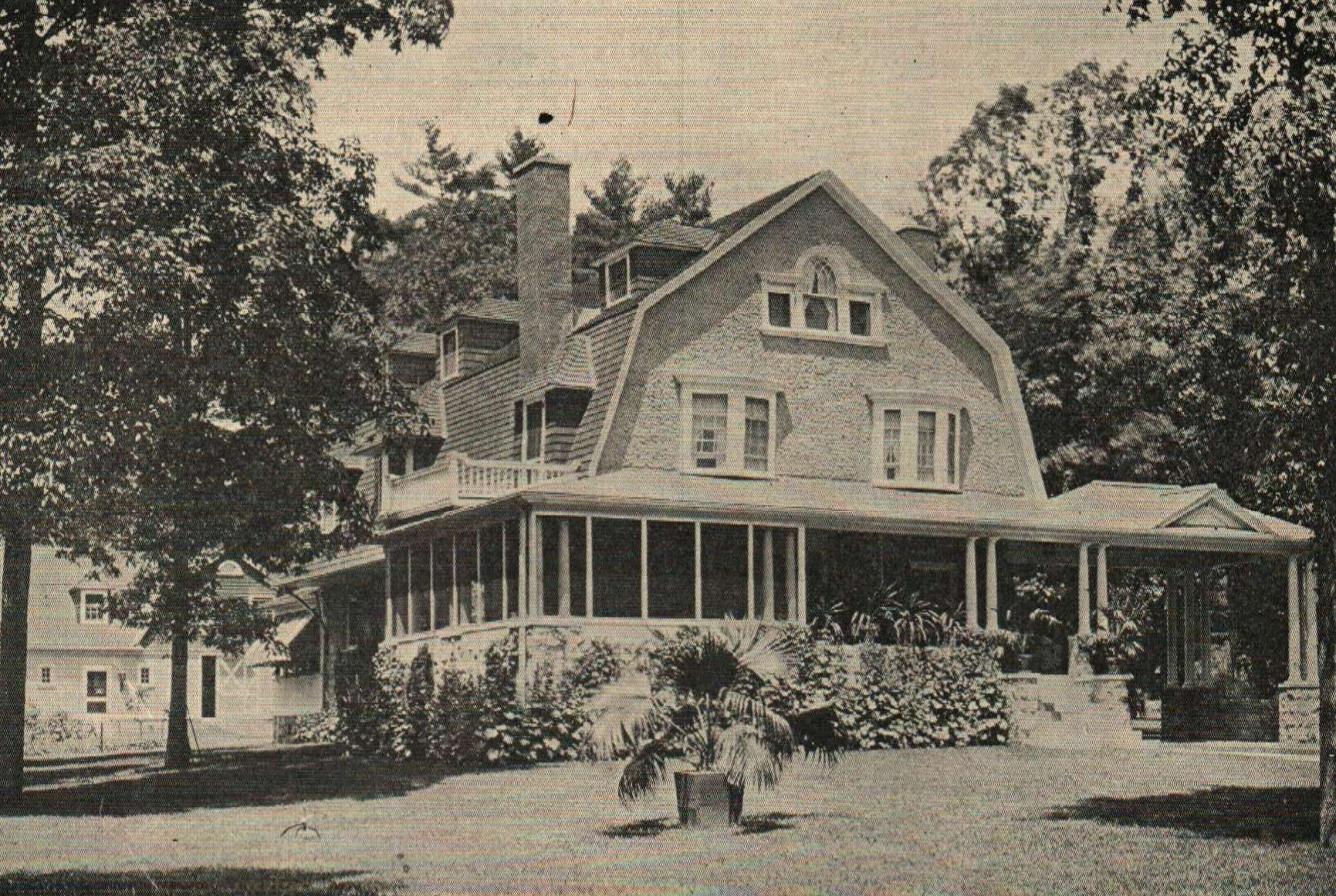
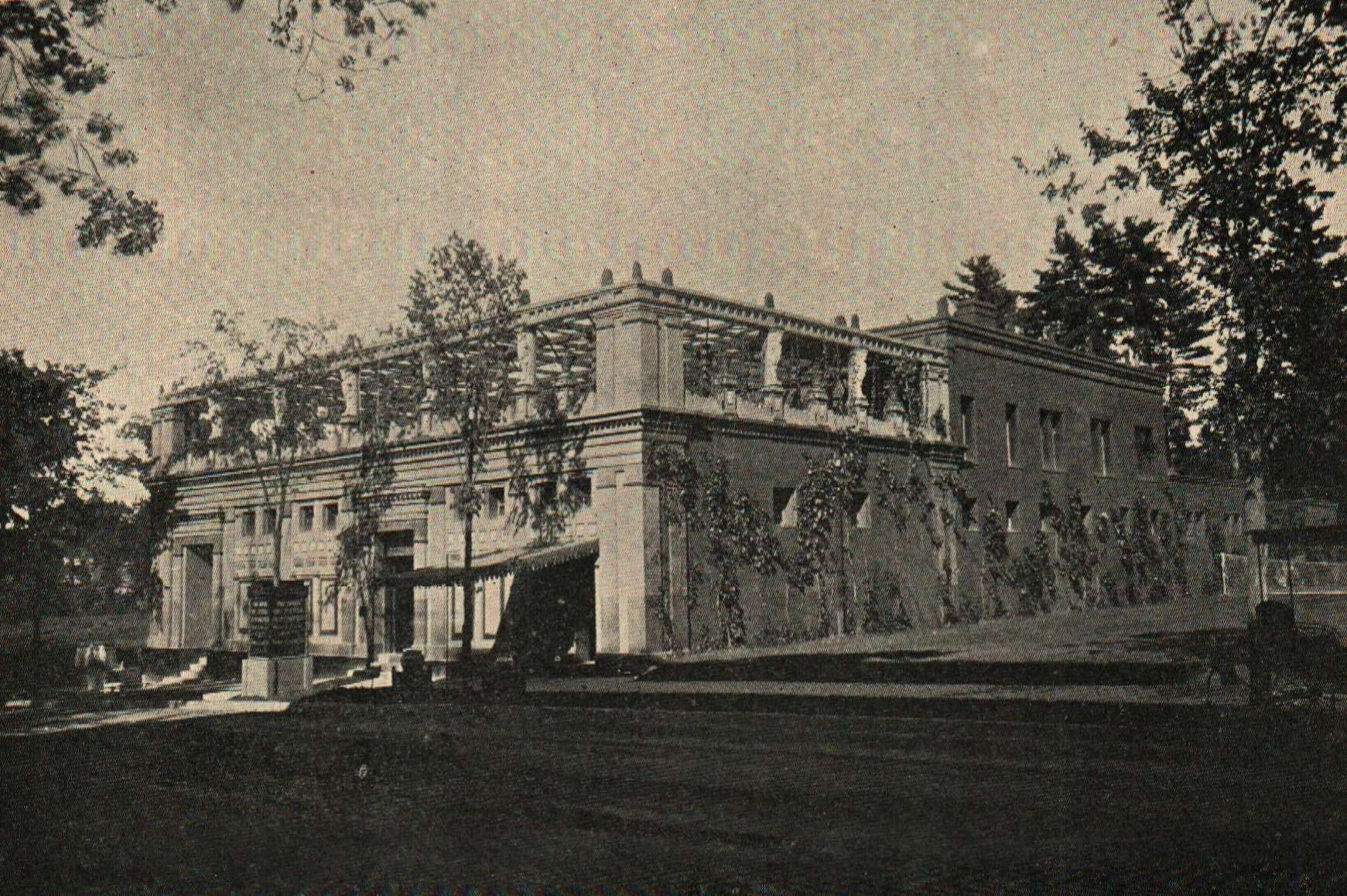
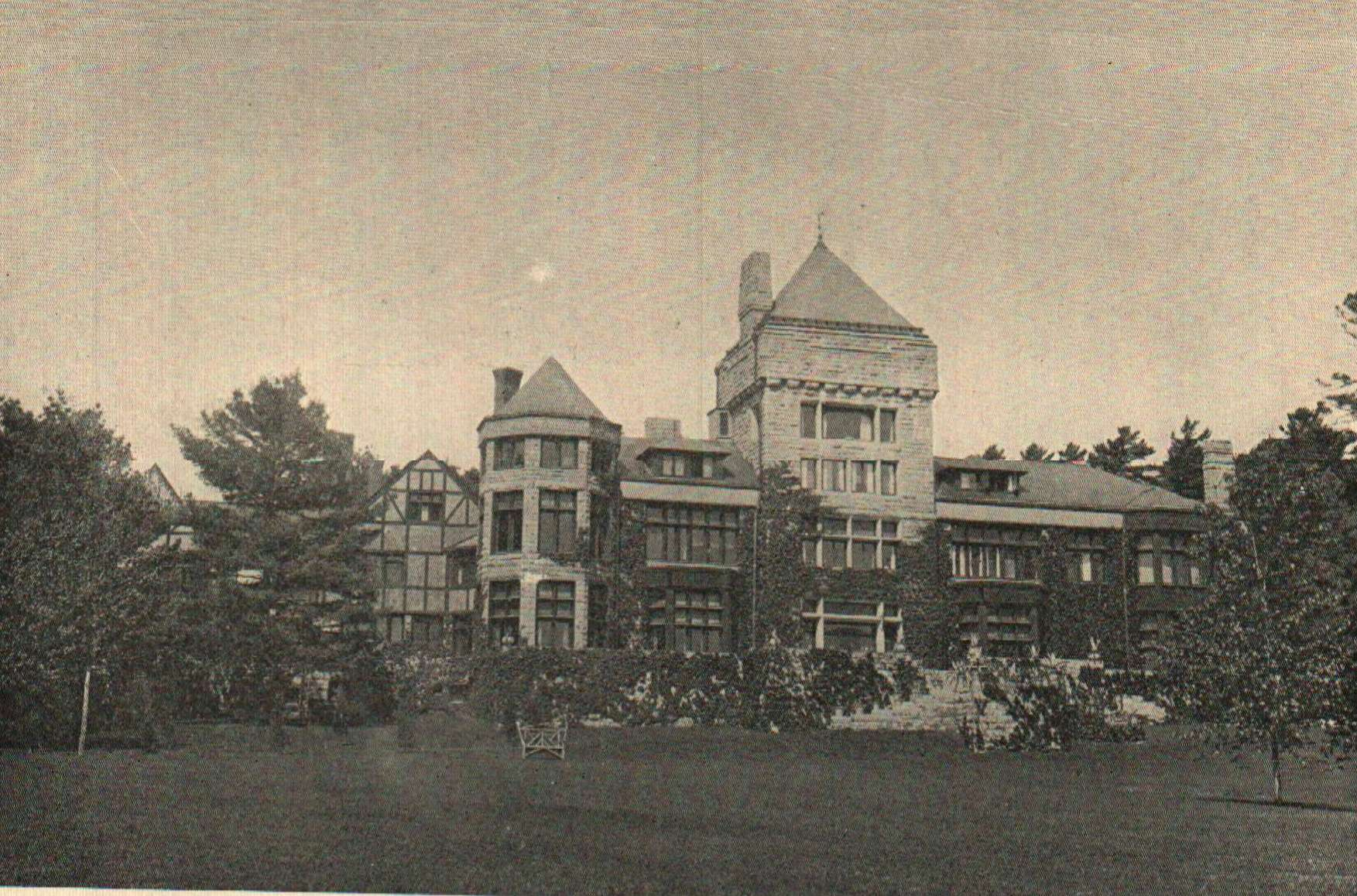
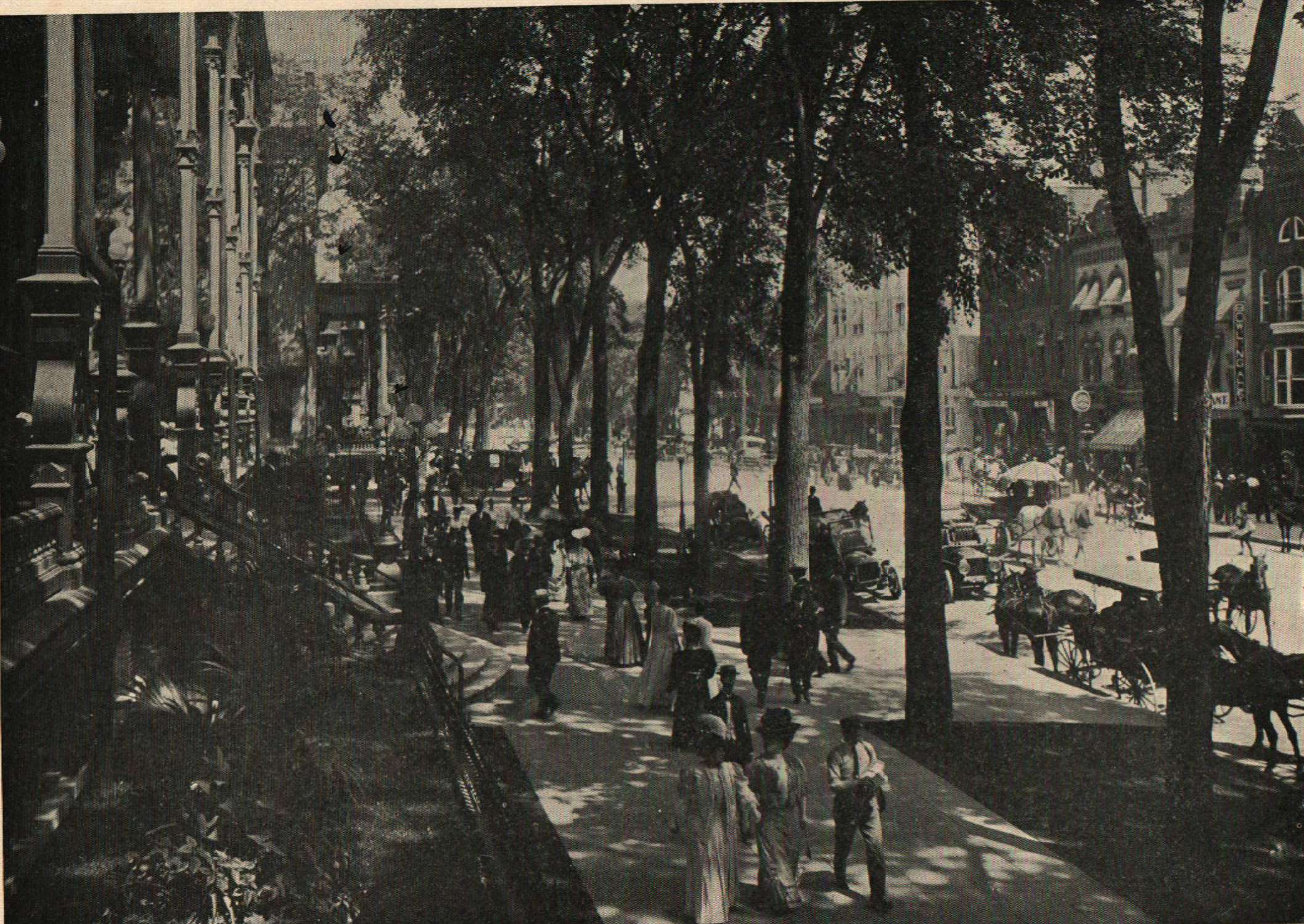

Después de la Segunda Guerra Mundial la ciudad se urbanizó rápidamente, y se incorporó en 1956 sobre todo para evitar su anexión a San José. Un eslogan durante la campaña para incorporar la ciudad de Saratoga fue "Keep it rural", según el historiador Willys I. Peck. Hoy en día la ciudad es una ciudad dormitorio para la media-alta clase de los trabajadores de Silicon Valley.
En la actualidad viven en Saratoga importantes personalidades, como el ingeniero de Silicon Valley Calvin Ou, encargado del diseño de las revolucionaras tarjetas de memoria del nuevo iPhone 4 de Apple, el fotógrafo Kevin Hodgson, galardonado en 2007 con el prestigioso "Press World Photo" por su trabajo en Irán, y el artista Jonathan Zhang, cuyas obras fueron expuestas el año pasado en el museo Guggenheim de Bilbao.